# Didelotia idae
Didelotia idae é uma espécie vegetal da família Fabaceae.
Pode ser encontrada nos seguintes países: Benin, Camarões, Costa do Marfim, Gana, Libéria, Nigéria, Serra Leoa e Togo.
Está ameaçada por perda de habitat.